# Alex da Silva
Pour les articles homonymes, voir Alex.
Alex da Silva ou Alex, de son nom complet Alexandre Afonso da Silva est un footballeur brésilien né le 15 août 1983 à Uberlândia (Brésil). Il évoluait comme milieu de terrain.

## Palmarès
KRC Genk
- Vainqueur de la Coupe de Belgique en 2009.

 Omonia Nicosie
- Vainqueur de la Coupe de Chypre en 2012.

 Apollon Limassol
- Vainqueur de la Coupe de Chypre en 2016 et 2017.
- Vainqueur de la Supercoupe de Chypre en 2016 et 2017.

 AEL Limassol
- Vainqueur de la Coupe de Chypre en 2019.